# Bédjondo
Bédjondo – miasto w Czadzie, w regionie Mandoul; ośrodek administracyjny departamentu Mandoul Occidental. W 2009 roku liczyło 11 086 mieszkańców.